# Felix Mießl
Felix Franz Anton Mießl, (také Miesl, Miessl), od roku 1836 Edler von Treuenstadt (10. července 1778 Horní Blatná – 13. dubna 1861 Vídeňské Nové Město), byl rakouský státní úředník, starosta Vídeňského Nového Města a zakladatel obce Felixdorf.

## Život
Felix Mießl se narodil v Horní Blatné v Čechách do rodiny starosty Josepha Ignaze Miesla a jeho ženy Marii Veronicy, rozené Horbach. Jeho strýc byl hornický soudce (Bergrichter) Johann Nepomuk Mießl.
Po ukončení studií v roce 1801 nastoupil do veřejné služby na úřad pozemkového katastru ve Vídni. V roce 1807 byl jako úředník zaměstnán u státní správy statků dolního Rakouska. V roce 1809 převzal správu nad panstvím Mariazell a od roku 1810 nad panstvím Neustadt. Během bojů v okolí Mariazell zabránil rabování ze strany Francouzů. Kvůli odporu proti požadavkům na dodávky francouzské armádě byl zatčen a kvůli špatným podmínkám ve vězení onemocněl.
Roku 1816 byl císařem jmenován starostou Vídeňského Nového Města. Během výkonu funkce starosty nechal vybudovat dům pro chudě a snažil se o co nejrychlejší stavbu silnice do Pöttschingu. V roce 1834 po velkém požáru města pomáhal poškozeným s pomocí komise pro znovu výstavbu zničeného města. V roce 1863 byl císařem Ferdinandem I. povýšen za své služby do dědičného šlechtického stavu s predikátem Edler von Treuenstadt. 10. srpna 1848 byl po patnáctileté státní službě a 32 letech ve funkci starosty poslán do důchodu s vyznamenáním zlatou Medailí cti. Felix Mießl zemřel 13. dubna ve Vídeňském Novém Městě.